# European Championships 2022/Teilnehmer (Aserbaidschan)
| Gelbes Symbol für Goldmedaillen mit stilisierten Olympischen Ringen | Graues Symbol für Silbermedaillen mit stilisierten Olympischen Ringen | Braundes Symbol für Bronzemedaillen mit stilisierten Olympischen Ringen |
| ------------------------------------------------------------------- | --------------------------------------------------------------------- | ----------------------------------------------------------------------- |
| —                                                                   | —                                                                     | —                                                                       |

Aserbaidschan nahm an den European Championships 2022 mit insgesamt 12 Athleten (8 Männer, 4 Frauen) teil.

## Teilnehmer nach Sportarten

### Leichtathletik
Springen und Werfen
| Athleten            | Wettbewerb | Qualifikation | Qualifikation | Finale        | Finale        | Rang          |
| Athleten            | Wettbewerb | Weite/Höhe    | Rang          | Weite/Höhe    | Rang          | Rang          |
| ------------------- | ---------- | ------------- | ------------- | ------------- | ------------- | ------------- |
| Frauen              |            |               |               |               |               |               |
| Yekaterina Sarıyeva | Dreisprung | 13,66 m       | 13            | ausgeschieden | ausgeschieden | 13            |
| Hanna Skydan        | Hammerwurf | 74,57 m       | 1             | 70,88 m       | 4             | 4             |
| Männer              |            |               |               |               |               |               |
| Nazim Babayev       | Dreisprung | NM            | NM            | ausgeschieden | ausgeschieden | ausgeschieden |
| Alexis Copello      | Dreisprung | NM            | NM            | ausgeschieden | ausgeschieden | ausgeschieden |

### Rudern
| Athleten      | Wettbewerb | Vorlauf     | Vorlauf | Vorlauf       | Hoffnungslauf | Hoffnungslauf | Hoffnungslauf  | Halbfinale | Halbfinale | Halbfinale    | Finale      | Finale | Rang |
| Athleten      | Wettbewerb | Zeit        | Platz   | Qualifikation | Zeit          | Platz         | Qualifikation  | Zeit       | Platz      | Qualifikation | Zeit        | Platz  | Rang |
| ------------- | ---------- | ----------- | ------- | ------------- | ------------- | ------------- | -------------- | ---------- | ---------- | ------------- | ----------- | ------ | ---- |
| Frauen        |            |             |         |               |               |               |                |            |            |               |             |        |      |
| Bahman Nasiri | Einer      | 8:26,20 min | 5       | Hoffnungslauf | 7:58,31 min   | 3             | C/D-Halbfinale | abgesagt   | abgesagt   | C-Finale      | 7:54,54 min | 4      | 16   |

### Triathlon
| Athleten          | Wettbewerb | Zeit      | Rang |
| ----------------- | ---------- | --------- | ---- |
| Männer            |            |           |      |
| Rostislav Pevtsov | Einzel     | 1:43:01 h | 14   |

### Turnen
| Athleten                                                         | Wettbewerb           | Qualifikation | Qualifikation | Finale        | Finale        | Rang |
| Athleten                                                         | Wettbewerb           | Punkte        | Rang          | Punkte        | Rang          | Rang |
| ---------------------------------------------------------------- | -------------------- | ------------- | ------------- | ------------- | ------------- | ---- |
| Frauen                                                           |                      |               |               |               |               |      |
| Samira Gahramanova                                               | Boden                | 10,266        | 107           | ausgeschieden | ausgeschieden | 107  |
| Samira Gahramanova                                               | Schwebebalken        | 9,100         | 111           | ausgeschieden | ausgeschieden | 111  |
| Samira Gahramanova                                               | Stufenbarren         | 7,366         | 117           | ausgeschieden | ausgeschieden | 117  |
| Samira Gahramanova                                               | Mehrkampf Einzel     | —             | —             | 38,465        | 84            | 84   |
| Milana Minakovskaya                                              | Boden                | 10,366        | 106           | ausgeschieden | ausgeschieden | 106  |
| Milana Minakovskaya                                              | Schwebebalken        | 9,500         | 106           | ausgeschieden | ausgeschieden | 106  |
| Milana Minakovskaya                                              | Stufenbarren         | 9,966         | 101           | ausgeschieden | ausgeschieden | 101  |
| Milana Minakovskaya                                              | Mehrkampf Einzel     | —             | —             | 41,332        | 79            | 79   |
| Männer                                                           |                      |               |               |               |               |      |
| Aghamurad Gahramanov                                             | Barren               | 12,600        | 78            | ausgeschieden | ausgeschieden | 78   |
| Aghamurad Gahramanov                                             | Boden                | 12,433        | 87            | ausgeschieden | ausgeschieden | 87   |
| Aghamurad Gahramanov                                             | Pauschenpferd        | 9,300         | 110           | ausgeschieden | ausgeschieden | 110  |
| Aghamurad Gahramanov                                             | Reck                 | 11,566        | 96            | ausgeschieden | ausgeschieden | 96   |
| Aghamurad Gahramanov                                             | Ringe                | 12,066        | 97            | ausgeschieden | ausgeschieden | 97   |
| Aghamurad Gahramanov                                             | Mehrkampf Einzel     | —             | —             | 71,498        | 67            | 67   |
| Mansum Safarov                                                   | Barren               | 11,700        | 94            | ausgeschieden | ausgeschieden | 94   |
| Mansum Safarov                                                   | Boden                | 12,800        | 70            | ausgeschieden | ausgeschieden | 70   |
| Mansum Safarov                                                   | Pauschenpferd        | 8,866         | 112           | ausgeschieden | ausgeschieden | 112  |
| Mansum Safarov                                                   | Reck                 | 11,366        | 97            | ausgeschieden | ausgeschieden | 97   |
| Mansum Safarov                                                   | Ringe                | 11,900        | 102           | ausgeschieden | ausgeschieden | 102  |
| Nikita Simonov                                                   | Barren               | 11,666        | 96            | ausgeschieden | ausgeschieden | 96   |
| Nikita Simonov                                                   | Reck                 | 12,833        | 52            | ausgeschieden | ausgeschieden | 52   |
| Nikita Simonov                                                   | Ringe                | 14,600        | 7             | 14,566        | 6             | 6    |
| Nikita Simonov                                                   | Mehrkampf Einzel     | —             | —             | 69,098        | 71            | 71   |
| Ivan Tikhonov                                                    | Barren               | 13,800        | 31            | ausgeschieden | ausgeschieden | 31   |
| Ivan Tikhonov                                                    | Boden                | 13,600        | 31            | ausgeschieden | ausgeschieden | 31   |
| Ivan Tikhonov                                                    | Pauschenpferd        | 12,233        | 69            | ausgeschieden | ausgeschieden | 69   |
| Ivan Tikhonov                                                    | Reck                 | 13,400        | 29            | ausgeschieden | ausgeschieden | 29   |
| Ivan Tikhonov                                                    | Ringe                | 13,833        | 18            | ausgeschieden | ausgeschieden | 18   |
| Aghamurad Gahramanov Mansum Safarov Nikita Simonov Ivan Tikhonov | Mehrkampf Mannschaft | 225,962       | 24            | ausgeschieden | ausgeschieden | 24   |

## Weblink
- Ergebnisse von Aserbaidschan bei den European Championships 2022